# Murketing
Murketing je způsob propagování produktů, který se vyhýbá strategiím „velkého třesku“, to jest masivní reklamě, která útočí na všechny smysly a snažící se oslovit přesně zacílené publikum. Slovo murketing na sebe poutá pozornost svým přiživováním se na slově marketing. Má to svůj význam. Pro murketing jsou charakteristické tzv. murky, tedy nerozeznatelné, nepřehledné či neviditelné formy marketingu. Je celkem běžné, že i cílová skupina není přesně definována a výsledný produkt je přijat takovou skupinou lidí, která se s ním dokáže neúmyslně ztotožnit.
V poslední době je společnost unavená agresivními reklamními kampaněmi, které doslova „útočí “ na potenciálního zákazníka a snaží se ho přesvědčit ke koupi produktu. V této souvislosti je překvapivé, že existují společnosti, kterým se podařilo získat právě tuto skupinu lidí. Mezi tyto společnosti lze zařadit Apple, Hello Kitty a nebo Red Bull. Právě tyto celosvětově známe značky si uvědomily, že je potřeba hledat alternativy k „tradičnímu“ marketingu. Z toto důvodu vznikl pojem murketing, který má za cíl se hluboko usadit v mysli spotřebitele.

## Historie pojmu
Za autora tohoto pojmu lze považovat publicistu Roba Walkera, který měl v roce 2001 udělat výzkum značky Red Bull. Redaktor přišel na to, že značka měla své fanoušky i přesto, že neměla nějakou jasně definovanou marketingovou strategii. Tento fakt zapříčinil vznik pojmu murketing.
Principem tohoto pojmu je fakt, že značky dávají spotřebitelům volnost, aby oni sami vytvořili identitu a podstatu toho, co prodávají. Je třeba si uvědomit, že lidé si často přisvojí výrobek, který nemá reálnou marketingovou podporu ze strany výrobců. I v tomto je vidět posun marketingu, který má v současnosti za cíl vyvolat při koupi výrobku v zákazníkovi pocit autentičnosti a zároveň nechuť k tuctovosti.

## Murketing v praxi

### Converse
Původně byla obuv Converse výsadou jen basketbalových hráčů. Postupem času, jak rostla popularita tohoto sportu, se tato obuv stala součástí vizuálního stylu punkerů či kytarových kapel. Díky této formě nenásilné propagace, se stala tato značka poznávacím znamením mladých lidí, kteří chtěli touto obuví vyčnívat z davu a rebelovat proti zavedeným pořádkům. Tato popularita však nebyla vytvořena nějakou cílenou marketingovou kampaní, ale vznikla spontánně a přirozeně bez přičinění výrobce.

### Hello Kitty
Typickým příkladem nového způsobu vnímání značky může být Hello Kitty. Toto jednoduché logo, vyobrazující postavičku kočky ozdobenou mašlí, se stalo v průběhu několika desítek let známé po celém světě. Pokud budeme brát v potaz skutečnost, že originální cílovou skupinou byly mladé dívky, je takový úspěch vskutku pozoruhodný. A v čem je tedy ta marketingová síla této nespecifikované, jednoduché postavičky? Odpověď hledejme právě v té neurčitosti. Je jen na zákaznících, jak se ke značce Hello Kitty postaví a jaký význam ji vtisknou. Na tomto příkladu lze jasně ukázat, že ne jen loga, ale i význam nebo obsah může být vytvořený spotřebitelem.
Ve zkratce lze tedy říci, že každý obor je v neustálém vývoji a marketing není výjimka. V minulosti se společnosti snažily o to, aby jejich značky definovaly zákazníky. V současnosti naopak spotřebitelé definují značku. Rob Walker dospěl k závěru, že člověka neurčuje to, jakými věcmi se obklopuje. Naopak platí, že člověk se rozhoduje pro věci, které odpovídají tomu, jaký je.